# Uropigio

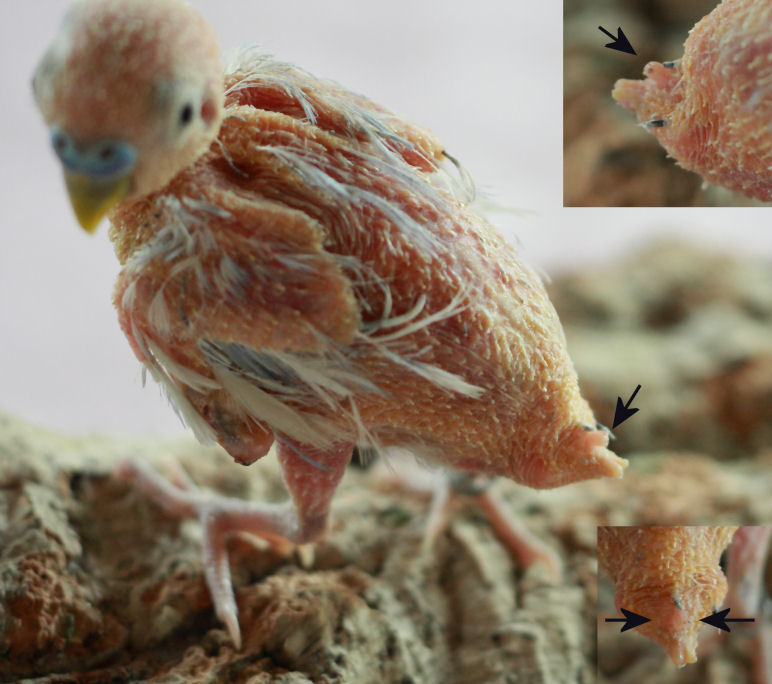
Uropigio di un Melopsittacus undulatus

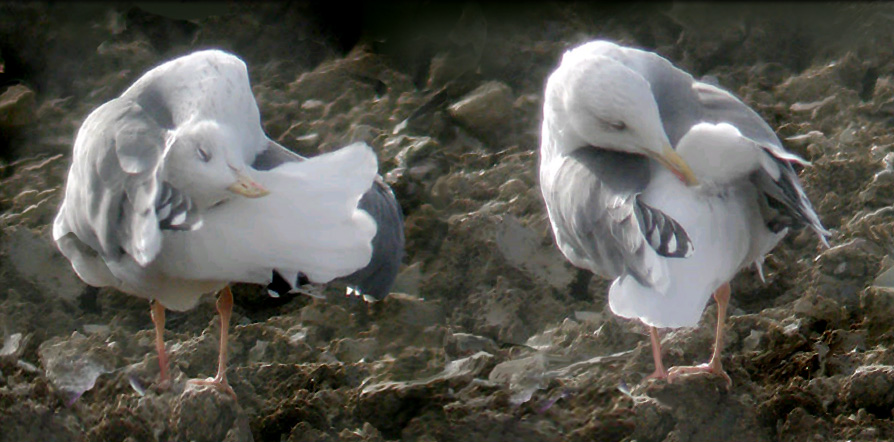
Pulizia di Larus argentatus. L'uccello di destra stimola l'uropigio.

Nell'anatomia degli uccelli, l'uropigio (gr. oura, coda + puge, estremità) è una ghiandola prominente adiposa, sebacea, che si trova sopra la coda. Più sviluppata nelle specie acquatiche, ha la funzione di secernere un liquido oleoso impermeabile, che l'animale spande sulle proprie penne con il becco. Gli uccelli acquatici possiedono ghiandole dell'uropigio notevolmente sviluppate:
La ghiandola ha due lobi (ciascuno dotato di una ghiandola ramificata alveolare), uniti e avvolti da una capsula connettivale. Dalla porzione esterna della capsula partono numerosi setti orientati verso l'interno, che suddividono i lobi in numerosi lobuli. L'epitelio è pluristratificato, e il lume è ricco di secreto.